# 黑格-埃尔斯贝格
黑格-埃尔斯贝格是德国巴登-符腾堡州的一个市镇。总面积25.04平方公里，总人口865人，其中男性447人，女性418人（2011年12月31日），人口密度35人/平方公里。